# Herman Gorterprijs
De Herman Gorterprijs, vernoemd naar de Nederlandse dichter Herman Gorter, is een poëzieprijs die van 1972 tot 2002 werd toegekend voor een gedicht of poëziebundel. Vanaf 1988 ging het om een jaarlijkse prijs, daarvoor een tweejaarlijkse.
De prijs was een voortzetting van de Poëzieprijs van de gemeente Amsterdam, die sinds 1945 werd uitgereikt. De prijs werd toegekend door het Amsterdams Fonds voor de Kunst (AFK). Met ingang van het jaar 2003 kent het AFK de Amsterdamprijs voor de kunsten toe.

## Gelauwerden

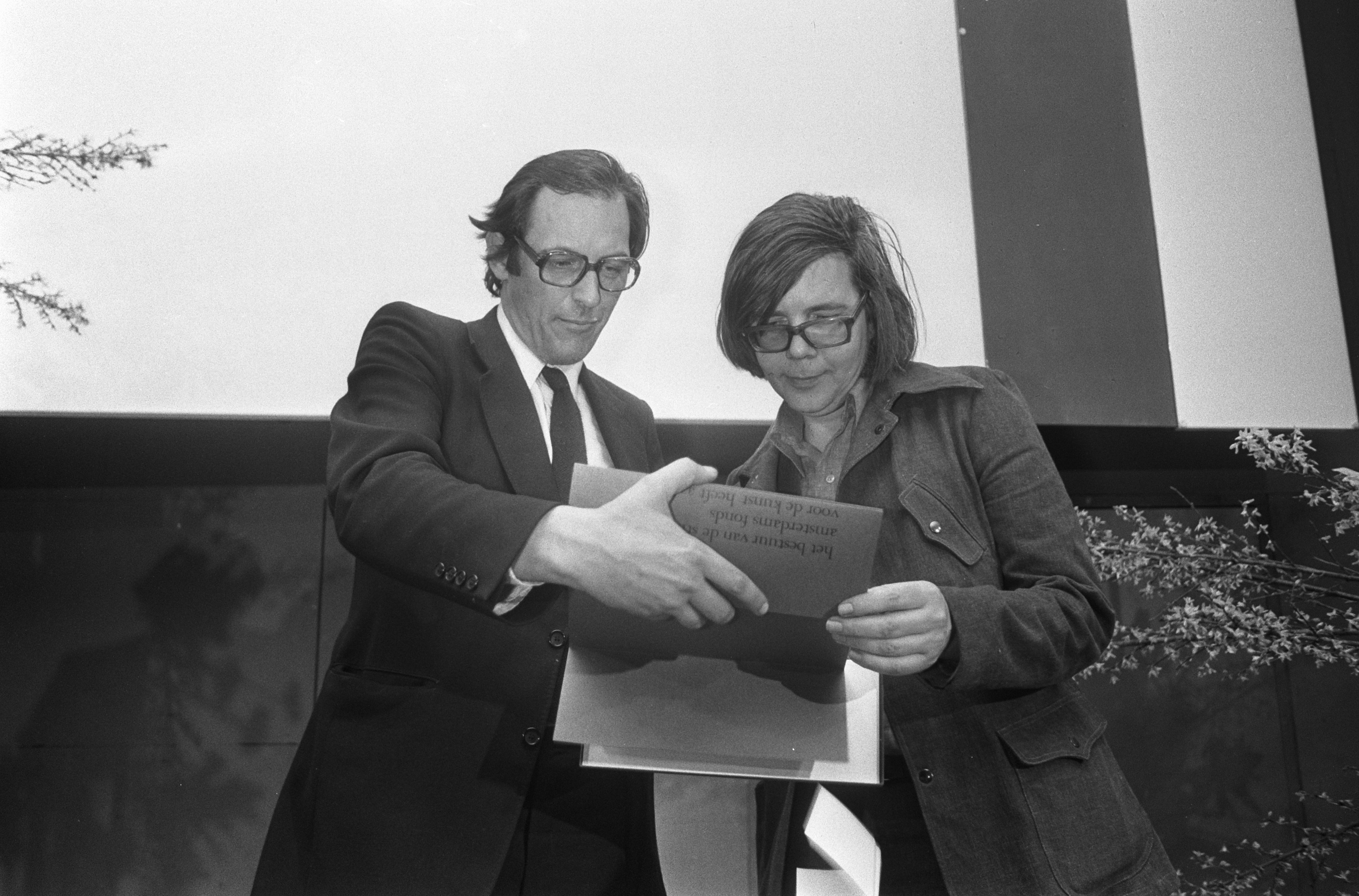
Han Lammers reikt de Herman Gorterprijs uit aan H.H. ter Balkt (1974)

- 2002 - Piet Gerbrandy voor De zwijgende man is niet bitter
- 2001 - Rob Schouten voor Infauste dienstprognose
- 2000 - Hester Knibbe voor Antidood
- 1999 - Ben Cami voor Ten Westen van Eden
- 1998 - Kees Ouwens voor Van de verliezer & de lichtbron
- 1997 - Nachoem M. Wijnberg voor Geschenken
- 1996 - Gertrude Starink voor De weg naar Egypte. Een passage 1985-1993
- 1995 - K. Michel voor Boem de nacht
- 1994 - Tonnus Oosterhoff voor De ingeland
- 1993 - Martin Reints voor Lichaam en ziel
- 1992 - Willem van Toorn voor Eiland
- 1991 - Huub Beurskens voor Hollandse wei en andere gedichten
- 1990 - Anneke Brassinga voor Landgoed
- 1989 - Robert Anker voor Nieuwe veters
- 1988 - Adriaan Morriën voor Oogappel
- 1986 - Hugo Claus voor Alibi
- 1985 - Jacques Hamelink voor Gemengde tijd
- 1984 - C.O. Jellema voor De toren van Snelson
- 1983 - Jan Eijkelboom voor De gouden man
- 1982 - Gerrit Komrij voor De os op de klokketoren
- 1981 - Willem Jan Otten voor Ik zoek het hier
- 1980 - Jan Kuijper voor Oogleden
- 1979 - Hans Tentije voor Wat ze zei
- 1978 - Bert Schierbeek voor Weerwerk
- 1977 - Armando voor Het gevecht
- 1976 - Rutger Kopland voor Een lege plek om te blijven
- 1975 - Leijn Leijnse voor Antwerpen
- 1974 - Elisabeth Eybers voor Kruis of munt
- 1973 - Habakuk II de Balker voor De gloeilampen, de varkens
- 1972 - Sybren Polet voor Persoon, onpersoon

Gelauwerden die de prijs onder de naam Poëzieprijs van de gemeente Amsterdam ontvingen:
- 1971 - Ida G.M. Gerhardt voor De ravenveer
- 1970 - Gerrit Komrij voor Alle vlees is als gras, of Het knekelhuis op de dodenakker
- 1969 - Hans Faverey voor Gedichten
- 1968 - J.P. Guépin voor De mens is een dier maar hij zou het kunnen weten
- 1967 - Dick Hillenius voor Uit groeiende onwil om ooit nog ergens in veiligheid aan te komen
- 1966 - K. Schippers voor Een klok en profil
- 1965 - Cees Nooteboom voor Gesloten gedichten
- 1964 - A. Roland Holst voor Onderhuids
- 1964 - H.C. ten Berge voor Journaal I, II en XII
- 1964 - J. Bernlef voor En dode hagedis
- 1963 - Gerrit Kouwenaar voor Zonder namen
- 1963 - Hans Andreus voor Aarde
- 1963 - Hans Verhagen voor Walcheren
- 1962 - Ida G.M. Gerhardt voor De hovenier
- 1962 - J. Bernlef voor Morene
- 1962 - Huub Oosterhuis voor Groningen
- 1962 - Lucebert voor Terreur
- 1961 - A. Roland Holst voor Omtrent de grens
- 1961 - Jan Willem Schulte Nordholt voor Een lichaam van aarde en licht
- 1961 - Leo Vroman voor Voor Jan Greshoff en voor een meisje zonder hoofd
- 1961 - Gerrit Kouwenaar voor Zou een hand
- 1960 - Paul Rodenko voor Stilte, woedende trompet
- 1960 - Cees Nooteboom voor Ibicenzer gedicht
- 1960 - Chr.J. van Geel voor Een zomerdag
- 1959 - Jan Hanlo voor Verzamelde gedichten
- 1959 - Jan G. Elburg voor Hebben en zijn
- 1959 - Mischa de Vreede voor Een jong meisje droomt
- 1959 - Sybren Polet voor Vleselijke stad
- 1958 - Gabriël Smit voor De stoel
- 1958 - Gerrit Kouwenaar voor De mensen zijn geen goden
- 1957 - Maurits Mok voor Stormen en stilten
- 1957 - Guillaume van der Graft voor Woorden van brood
- 1957 - Jan Hanlo voor Niet ongelijk
- 1956 - Ida G.M. Gerhardt voor Het levend monogram
- 1956 - Bert Schierbeek voor De blinde zwemmers
- 1956 - Lucebert voor De beulen
- 1956 - Leo Vroman voor Uit slaapwandelen
- 1955 - Hans Andreus voor Schilderkunst
- 1955 - M. Vasalis voor Vergezichten en gezichten
- 1955 - Remco Campert voor Gedicht met een moraal
- 1954 - Gerrit Achterberg voor Ballade van de gasfitter
- 1954 - Pierre Kemp voor gedichten
- 1953 - Lucebert voor Apocrief
- 1951 - niet toegekend
- 1949 - Elisabeth Zernike voor En toen wij afscheid namen ....
- 1949 - Gerrit Achterberg voor Afreis
- 1948 - H.W.J.M. Keuls voor Rondeelen en kwatrijnen
- 1947 - Gerard den Brabander voor De steenen minnaar
- 1946 - Jan H. de Groot voor Moederkoren
- 1945 - Jan Engelman voor Ballade van de waarheid